# Tau3 Eridani
Pour les articles homonymes, voir Tau Eridani.
Désignations
Tau3 Eridani (τ3 Eridani / τ3 Eri), est une étoile de la constellation de l'Éridan. Elle est visible à l'œil nu avec une magnitude apparente de 4,10. L'étoile présente une parallaxe annuelle de 36,80 mas mesurée par le satellite Hipparcos, ce qui permet d'en déduire qu'elle est distante de ∼ 88,6 a.l. (∼ 27,2 pc).
Tau3 Eridani est une étoile blanche de type spectral A3 IV-V, avec une classe de luminosité « IV-V » qui indique que son spectre présente à la fois des traits d'une étoile sur la séquence principale et d'une étoile sous-géante plus évoluée. Elle est âgée d'environ 476 millions d'années. Elle tourne rapidement sur elle-même à une vitesse de rotation projetée de 133 km/s. Cela donne à l'étoile une forme aplatie avec un bourrelet équatorial qui pourrait être 7 % plus grand que son rayon polaire.
Tau3 Eridani possède une masse qui vaut 178 % la masse du Soleil et son rayon est près de deux fois plus grand que le rayon solaire. L'étoile émet 13,7 fois plus de lumière que le Soleil et sa température de surface est de 8 251 K.
Dans une étude parue en 2001 elle a été décrite comme étant une possible étoile de type Véga, car elle semble émettre un excès d'infrarouge qui s'explique par la présence d'un disque circumstellaire en orbite. Cependant, en date de 2013, ce disque n'est pas encore confirmé.